# Itzy
Itzy (кор. 있지; яп. イッジ; стилизуется маюскулом как ITZY; произносится как: с кор. Итчи, с яп. Итзи, в клипах чаще всего звучит как Итци) — южнокорейская гёрл-группа, сформированная в 2019 году компанией JYP Entertainment. Коллектив состоит из пяти участниц: Йеджи, Лиа, Рюджин, Чхэрён, Юна. Участница группы Лиа взяла перерыв деятельности из-за проблем со здоровьем, но в июле 2024 года компания объявила о том, что Лиа полностью здорова. Дебют состоялся 12 февраля 2019 года с сингловым альбомом It’z Different.
Коммерческий успех группы привел к тому, что они получили несколько наград «Новый артист года», в том числе «Новичок года» на 34-й премии Golden Disk Awards и «Лучший новый женский артист» на музыкальных премиях Melon Music Awards и Mnet Asian Music Awards 2019 года.

## Карьера

### Предебют
Впервые информация о дебюте новой женской группы JYP Entertainment появилась в 2017 году. В 2018 году появились слухи о том, что в состав будущего коллектива войдут уже ранее известные публике трейни агентства: Чон Соми и Син Рюджин. Соми в 2015 году принимала участие в шоу на выживание «Sixteen» (по итогам которого и были сформированы Twice), в 2016 году в «Produce 101», где заняла первое место и позже продвигалась в составе I.O.I. 20 августа 2018 года Соми покидает JYP Entertainment. В тот же день JYP Entertainment официально подтверждает, что Рюджин станет одной из участниц будущего коллектива. Син Рюджин стала известна благодаря съёмкам в мини-фильме BTS в 2017 году. Позже участвовала в реалити-шоу «Mixnine», где заняла первое место среди девушек.
Ли Чхэрён со своей старшей сестрой Чэён также участвовали в «Sixteen». В финальную группу (Twice) они не попали, Чэён в 2017 году покинула JYP и позже дебютировала как участница IZ*ONE, а Чхэрён продолжила стажировку.
Йеджи, до стажировки была частью танцевальной группы Blue Rump. Будучи стажёром участвовала в пре-дебютном шоу The Fan.
Чхве Джису в возрасте 14 лет прошла прослушивание в SM Entertainment, но по настоянию родителей покинула агентство. В 2018 году, предположительно, она стала стажироваться в JYP. .
Юна, самая младшая среди участниц, также снималась в клипе BTS вместе с Рюджин, принимала участие в реалити-шоу «Stray Kids» в составе предебютной женской команды JYP вместе с Рюджин, Чхэрён и Йеджи.

### 2019: Дебют сIT’z DifferentиIt’z Icy

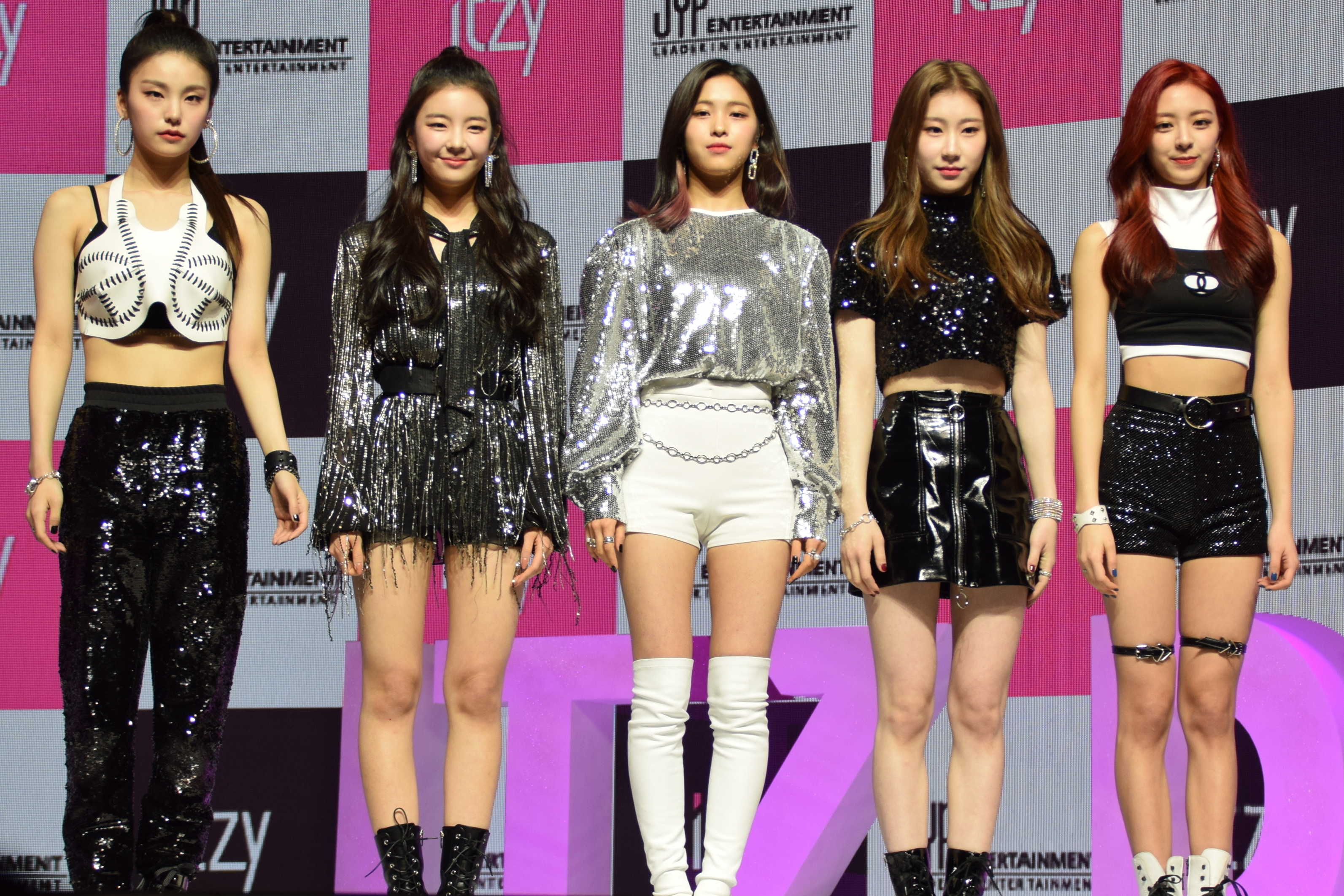
Itzy на дебютном шоукейсе, 12 февраля 2019 года.

21 января 2019 года официальный канал JYP Entertainment на YouTube опубликовал пролог-фильм, в котором были показаны участницы новой группы. Неделей ранее было подтверждено, что дебютный клип уже полностью отснят. Помимо групповых и индивидуальных тизер-фото были опубликованы видео-тизеры предстоящего клипа.
11 февраля в полночь по корейскому времени состоялась премьера видеоклипа «달라달라(DALLA DALLA)». За первые сутки просмотры составили более 13,9 миллиона, а количество лайков превысило отметку в 880 401, что стало рекордом среди дебютных корейских видеоклипов за всё время. Официальный релиз сингл-альбома под названием IT’z Different состоялся 12 февраля, в тот же день был проведён дебютный шоукейс 14 февраля состоялся дебютный стейдж на M!Countdown. Неделю спустя, 21 февраля группа выиграла на этом же музыкальном шоу, для чего им понадобилось всего 9 дней с момента дебюта, что является рекордом среди женских групп.
В мае стало известно, что группа готовится к летнему возвращению, однако, по словам JYP, дата не была окончательно утверждена. 8 июля было объявлено официальное имя фандома — MIDZY; название является игрой слов Itzy и корейского слова «верить», что означает «Itzy доверяют только MIDZY».
29 июля состоялся релиз первого мини-альбома It’z Icy с заглавным синглом «Icy». 22 сентября JYPE объявили шоукейс-тур Itzy под названием Itzy Premiere Showcase Tour «Itzy? Itzy!». 2 ноября в Джакарте стартовал тур, который затем пройдет в разных городах Азии в конце 2019 года, после чего в январе 2020 года они отправятся в США с пятью концертами.
В ноябре «Dalla Dalla» превысила 100 миллионов потоков на музыкальной диаграмме Gaon, получив первый платиновый сертификат группы. Это была первая дебютная песня группы, получившая платиновый сертификат Корейской ассоциации музыкального контента (KMCA) с момента введения сертификации в апреле 2018 года. Сингл также занял 8-е место в списке «20 лучших песен K-pop 2019 года» от Dazed, в котором говорилось, что группа «держит руку на руле, используя забавные прикосновения даже в визуальном и звуковом хаосе, происходящем вокруг» и «те, которые дают K-pop новую загрузку». Музыкальные клипы «Dalla Dalla» и «Icy» вошли в список самых популярных музыкальных клипов Южной Кореи на YouTube под номерами 2 и 7. В конце года группа получила несколько наград в категории «Новый лучший женский артист», включая Melon Music Awards и Mnet Asian Music Awards.

### 2020—2021: Североамериканский тур,It’z Me,Not Shy,Guess Who,Crazy in Loveи японский дебют

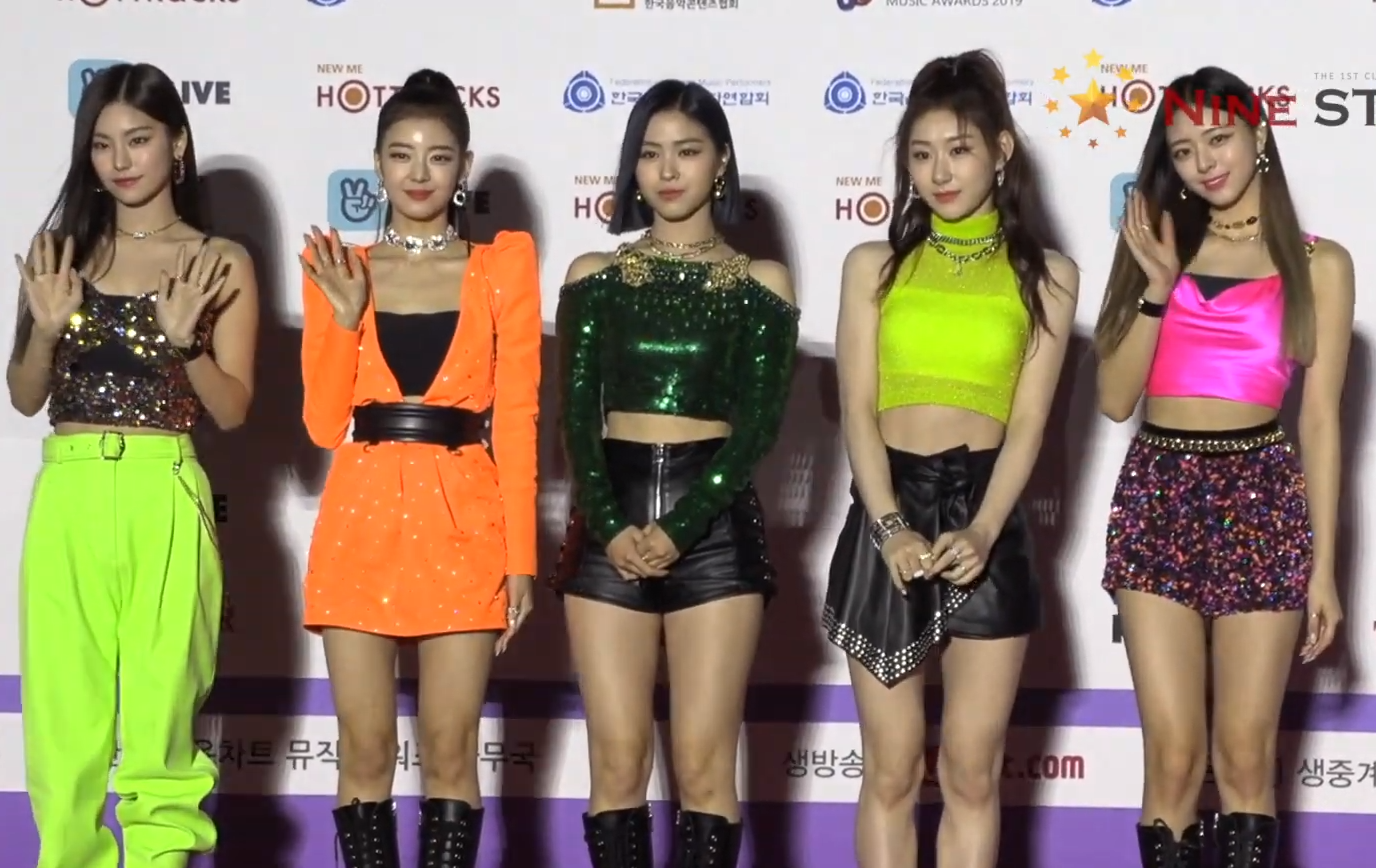
Itzy на Gaon Music Awards, 8 января 2020 года

С 17 января 2020 года группа начала гастролироовать в США, начиная с Лос-Анджелеса.
9 марта Itzy выпустили второй мини-альбом It’z Me с заглавным синглом «Wannabe». Альбом дебютировал под номером один в южнокорейском чарте альбомов Gaon, что сделало его первым альбомом группы номер один в стране. Он также дебютировал под номером 5 в мировом альбомном чарте Billboard, их наивысшей позиции в чарте. Группа одержала 8 побед на музыкальных шоу с «Wannabe».
17 августа Itzy выпустили свой третий мини-альбом Not Shy, а также клип на заглавный сингл с таким же названием. Альбом дебютировал под номером один в чарте альбомов Gaon с продажами более 219,048 копий. Группа одержала 5 побед на музыкальных шоу с «Not Shy».
20 марта 2021 года Itzy выпустили цифровой сингл «Trust Me (Midzy)», песню, посвященную их фанатам.
30 апреля Itzy выпустили четвёртый мини-альбом Guess Who с заглавным синглом «Mafia in the Morning». 11 мая альбом вошёл в Billboard 200 под номером 148, что сделало его их первым появлением в списке. Английская версия «In the Morning» была выпущена 14 мая.
1 сентября было объявлено, что Itzy дебютируют в Японии под лейблом Warner Japan с мини-альбомом What’s Itzy.
24 сентября Itzy выпустили первый студийный альбом Crazy In Love с ведущим синглом «Loco». 5 октября студийный альбом дебютировал под номером 11 в Billboard 200, что является новым рекордом с их предыдущего релиза.
22 декабря Itzy дебютировали в Японии со сборником It’z Itzy.

### 2022: Международные успех, японский сингл Voltage, Checkmate, мировой тур "Checkmate" Blah Blah Blah, Cheshire

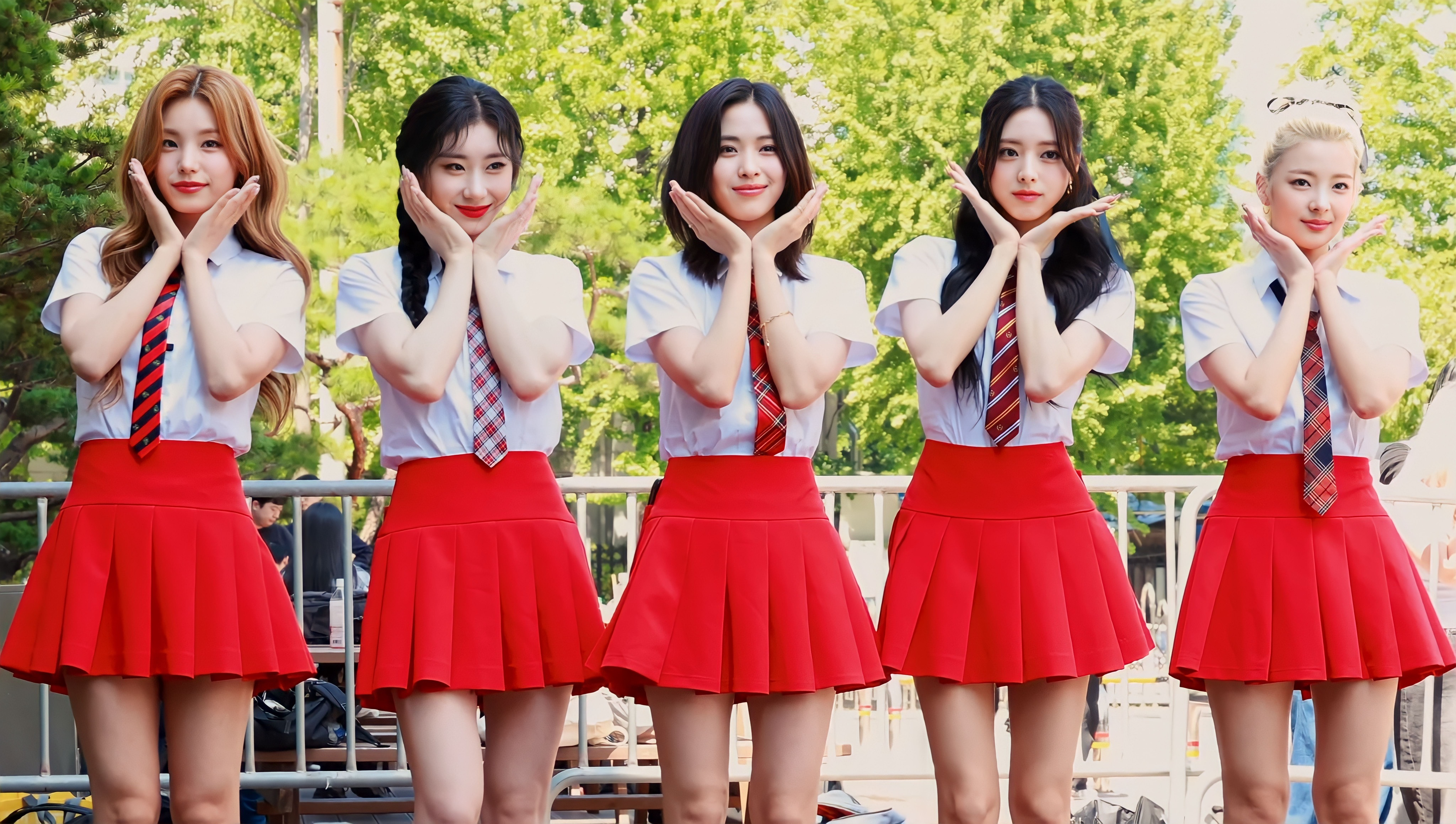
Itzy в сентябре 2023 года.

10 февраля Billboard сообщил, что Republic Records и JYP Entertainment добавили Itzy в свое стратегическое партнерство, которое первоначально включало только Twice.
6 апреля Itzy выпустили свой первый японский сингл «Voltage».
15 июля Itzy выпустили пятый мини-альбом Checkmate, с ведущим синглом «Sneakers». Также было объявлено, что они проведут свой первый мировой тур под названием «Checkmate» с первыми концертами в Сеуле 6 и 7 августа. Itzy выпустили свой второй японский сингл «Blah Blah Blah» 5 октября и свой первый английский сингл «Boys Like You» 21 октября. 30 ноября Itzy выпустили свой шестой мини-альбом Cheshire и одноимённый ведущий сингл.

### 2023-2024: Kill My Doubt,  японский студийнный альбом Ringo, перерыв Лии, Born To Be, мировой тур "Born To Be", Gold
31 июля 2023 года Itzy выпустили свой седьмой мини-альбом Kill My Doubt, с ведущим синглом «Cake». В преддверии выхода альбома группа выпустила музыкальные клипы на би-сайды «Bet on Me» и «None of My Business» 3 и 24 июля соответственно. Группа провела шоукейс в гандбольном зале SK Olympic в поддержку альбома в день его выхода. После новостей о первом студийном альбоме группы на японском языке в феврале 2023 года альбом под названием Ringo был официально анонсирован 7 августа, а релиз состоялся 18 октября.
18 сентября JYP Entertainment объявили, что Лиа возьмет перерыв из-за тревожного расстройства.
8 января 2024 года Itzy выпустили свой восьмой мини альбом Born to Be вместе с синглом «Untouchable». В альбом вошли первые сольные треки каждой участницы группы, включая песню Лии "Blossom", которая была записана до ее перерыва. 26 января было объявлено, что Itzy отправятся в свое второе мировое турне Born to Be, которое стартует в Сеуле 24 и 25 февраля на крытом стадионе Jamsil.
15 мая 2024 года Itzy выпустили свой третий японский сингл Algorhythm.
9 июля 2024 года JYP опубликовали письмо к фанатам, в котором сообщили, что Лиа возобновит свою деятельность. Она примет участие в создании нового альбома, который выйдет осенью.
15 октября 2024 года Itzy выпустили мини альбом "Gold". Помимо новых песен, "Gold" содержит треки альбома "Born to be", которые были перезаписаны с участием Лии. В создании трека "VAY" принимал участие Чханбин из группы "Stray kids". Клипы на две заглавные песни "GOLD" и "Imaginary Friend" вышли 15 и 27 октября соответственно.

### 2025
17 января 2025 года стало известно, что лидер группы, Йеджи, готовится к выходу на сцену в качестве сольного артиста.
9 февраля 2025 года JYP Entertainment анонсировал выход первого сольного альбома Йеджи, который получил название "Air" и вышел 10 марта 2025 года.

## Сотрудничество
31 марта 2021 было объявлено, что ITZY стали первыми глобальными моделями Maybelline New York среди K-Pop исполнителей.
Триша Айягари, руководитель отдела развития международных брендов Maybelline New York, прокомментировала: «Я наблюдала за вдохновляющим взлетом ITZY и была увлечена тем, насколько динамичны они и как группа, и как индивидуальности. ITZY отстаивают любовь к себе, индивидуальность и самовыражение перед своими поклонниками и мировым сообществом, – продолжила она. – Их энергия мощна, и я очень рада донести этот голос до Maybelline!»
28 января 2022 года было объявлено, что Itzy будет сотрудничать с Покемон для продвижения игры Pokémon Legends: Arceus.

## Участницы
| Сценический псевдоним | Сценический псевдоним | Настоящее имя | Настоящее имя | Дата рождения | Позиция                                              |
| Основной              | Другой                | На русском    | Хангыль       | Дата рождения | Позиция                                              |
| --------------------- | --------------------- | ------------- | ------------- | ------------- | ---------------------------------------------------- |
| Йеджи                 | Yeji                  | Хван Йе Джи   | 황예지        | 26.05.2000    | Лидер, ведущий танцор, ведущая вокалистка, саб-рэпер |
| Лиа                   | Lia                   | Чхве Джи Су   | 최지수        | 21.07.2000    | Главная вокалистка, саб-рэпер                        |
| Рюджин                | Ryujin                | Син Рю Джин   | 신류진        | 17.04.2001    | Центр, главный рэпер, ведущий танцор, саб-вокалистка |
| Чхэрён                | Chaeryeong            | Ли Чхэ Рён    | 이채령        | 05.06.2001    | Главный танцор, саб-вокалистка, саб-рэпер            |
| Юна                   | Yuna                  | Син Ю На      | 신유나        | 09.12.2003    | Ведущий рэпер, ведущий танцор, саб-вокалистка, макнэ |

## Дискография
| Корейские альбомы Студийные альбомы Crazy in Love (2021) Мини-альбомы It’z Icy (2019) It’z Me (2020) Not Shy (2020) Guess Who (2021) Checkmate (2022) Cheshire (2022) Kill My Doubt (2023) Born to be (2024) Gold (2024) | Японские альбомы Студийные альбомы Ringo (2023) |  |

## Фильмография

### Реалити-шоу
- Itzy? Itzy! (2019, Naver TV Cast, V Live, YouTube)[57]
- I See Itzy (2019, Naver TV Cast, V Live, YouTube)[58]
- A to Z <M2 Special – Itzy Vlog> «Itzy in Paris» (2019, M2)
- Itzy It’z Tourbook (2019, Naver TV Cast, V Live, YouTube)
- 100 Hours of Romantic Travel «Paris et Itzy» (2020, M2)
- Bu:QUEST of ITZY (2020, U+ Idol Live, Youtube)[59]
- ITZY in Korea (2020, M2)
- 2TZY: Hello 2021 (2021, YouTube)
- IT’z Playtime (2021, YouTube)
- CSI: Codename Secret ITZY (2021, YouTube)
- CSI: Codename Secret ITZY Season 2 (2021, YouTube)
- ITZY V2LOG : Hello 2022 (2022, YouTube)
- Itzy Cozy House (2022, YouTube)[60]

## Концерты и туры

### Мировые туры
- Checkmate 1st World Tour (2022-2023)
- Born to Be 2nd World tour (2024)

### Хэдлайнеры
- Itzy Premiere Showcase Tour «Itzy? Itzy!» (2019—2020)